# Epinotia mercuriana
Epinotia mercuriana là một loài bướm đêm thuộc họ Tortricidae. Nó được tìm thấy ở hầu hết châu Âu (except Iceland, the Benelux, Đan Mạch, Cộng hòa Séc, Hungary, bán đảo Iberia, Ukraina, vùng Baltic và the Balkan Peninsula), phía đông đến phần phía đông của the Palearctic ecozone.
Sải cánh dài khoảng 11–14 mm. Con trưởng thành bay từ tháng 7 đến tháng 9.
Ấu trùng ăn various low-growing moorland plants, bao gồm Calluna và Vaccinium myrtillus.